# Daisuke Namba
Daisuke Namba (難波 大助; 7 novembre 1899 – 15 novembre 1924) è stato un attivista giapponese, noto per aver cercato di assassinare il principe reggente Hirohito.

## Biografia
Daisuke nacque nel 1899 nel Distretto di Kumage, quarto figlio dell'imprenditore e politico membro della Dieta Nazionale del Giappone Masataro Namba.
Militante comunista, dopo il Grande terremoto del Kantō del 1923 decise di compiere  un attentato contro il potere imperiale. Il 27 dicembre 1923 tentò di uccidere il principe reggente Hirohito, nel cosiddetto Incidente di Toranomon. Daisuke Namba sparò con una piccola pistola alla carrozza imperiale. Il proiettile frantumò un finestrino ferendo un ciambellano, ma Hirohito rimase illeso Il tentativo di Namba fu motivato dalla sua ideologia di sinistra e dal forte desiderio di vendicare la morte di Shūsui Kōtoku, precedentemente giustiziato.
Sebbene Namba sostenesse di essere cosciente, fu proclamato pazzo e condannato a morte il 13 novembre 1924. Al momento della condanna gridò «Viva il Partito Comunista del Giappone!». Fu giustiziato per impiccagione qualche giorno dopo.
A seguito del gesto del figlio il padre si dimise dalla Dieta e fece cambiare il cognome della famiglia in Kurokawa.
Il nome di Namba Daisuke è stato utilizzato dal terrorista Kozo Onamoto, membro dell'Armata Rossa Giapponese coinvolto nel massacro dell'Aeroporto di Lod del maggio 1972, al momento di fornire false generalità alla polizia.